# Royal Society
A Royal Society, teljes nevén The Royal Society of London for Improving Natural Knowledge – magyarul leggyakrabban Királyi Természettudományos Társaságnak nevezik – a legrégibb angliai tudományos társulat. 1660-ban alapították, 1662-ben megkapta II. Károly királyi kiváltságlevelét. Mint a tudományos gondolkodás és fejlődés előmozdítója, rövid idő alatt világhírre tett szert. A politikai és vallási kérdések megvitatásától szigorúan elzárkózó Royal Societybe csak az nyerhetett felvételt, aki kiemelkedő eredményeket ért el a tudományos életben. 
Legkorábbi tagjai között találjuk Samuel Pepys naplóírót, Sir Christopher Wren építészt, valamint a természettudós Robert Boyle-t, Robert Hooke-ot és Sir Isaac Newtont. A társaság segítette Newton fő művének, a gravitáció törvényeit leíró Principiának a megjelenését is 1687-ben. A Royal Society 1665-ben indított folyóirata, a Philosophical Transactions tudományos dolgozatok közlését tűzte ki céljául, s a maga nemében az első ilyen kiadvány volt a nyugati világban.
Elnöke 2010 óta Paul Nurse, Nobel-díjas brit biokémikus.

## Híres tagok
- Henry Bessemer
- Johann Elert Bode
- Niels Bohr
- Robert Boyle
- Anders Celsius
- Albert Einstein
- Benjamin Franklin
- Otto Hahn
- Stephen Hawking
- Sir Isaac Newton
- Kármán Tódor
- Gábor Dénes
- Alan Turing

## Kiosztott elismerések

### Díjak
- Armourers & Brasiers’ Díj
- Kohn Díj
- Michael Faraday Díj
- Mullard Díj
- Royal Society Pfizer Díj
- Rosalind Franklin Díj
- Microsoft Európai Tudós Díj (2006-tól)

### Érmek
- Buchanan-érem (orvostudományban elért eredményekért)
- Copley-érem (a tudomány bármely területén elért eredményért)
- Darwin-érem (a biológia azon területén történt kutatásokért, amelyen Charles Darwin is dolgozott)
- Davy-érem (kémia bármely ágában elért eredményekért)
- Gábor-érem (biológiai kutatásokért, különösen a genetikai és molekuláris biológia területén)
- II. Károly király érem
- Hughes-érem (eredeti felfedezésért a fizikai tudomány, ezen belül pedig az elektromosság és a mágnesség területén)
- Leverhulme-érem (alkalmazott kémia terén elért eredményekért)
- Royal-érem (két fontos előrelépésért a természettudományok területén)
- Rumford-érem (a hő és a fény kutatásáért)
- Sylvester-érem (matematikai kutatásokért)

## Kapcsolódó szócikk
- A Royal Society elnökeinek listája